# アパパネ
アパパネ（欧字名:Apapane、香港名:夏威夷鳥、2007年4月20日 - ） は、日本の競走馬、繁殖牝馬。
2010年に史上3頭目の牝馬三冠を達成。同年のJRA賞最優秀3歳牝馬、2009年のJRA賞最優秀2歳牝馬である。牝馬三冠競走の他に、2009年の阪神ジュベナイルフィリーズと2011年のヴィクトリアマイルを制しGI級競走5勝を挙げた。
競走馬引退後は、繁殖牝馬として2021年のクイーンカップ（GIII）、秋華賞（GI）を制したアカイトリノムスメ（父:ディープインパクト）を生産した。

## 経歴

### 誕生までの経緯
ソルティビッドは、2000年にアメリカで生産された牝馬で父はソルトレイクであった。日本に輸入されて金子真人が所有し、美浦トレーニングセンターの国枝栄厩舎に入厩。2歳夏の札幌競馬場でデビューして2戦目の新馬戦で逃げ切り勝利、続くすずらん賞（OP）も逃げ切って連勝とした。続いてファンタジーステークス（GIII）で5着に敗れた後、関西の栗東トレーニングセンターに1か月滞在し、阪神ジュベナイルフィリーズ（GI）に蛯名正義とともに出走した。このように、美浦トレーニングセンター所属の関東馬が、あらかじめ栗東トレーニングセンターに滞在し、近い関西圏の競走に出走することは、後に「栗東留学」と呼ばれるようになっている。国枝は、この手法がソルティビットに初めて用いた。3歳となってからは、フェアリーステークス（GIII）2着、菜の花賞（OP）と芝1200メートルで好走。4歳春まで走り、に12戦3勝という成績で競走馬を引退した。金子真人ホールディングス所有のまま、北海道安平町のノーザンファームにて繁殖牝馬となった。
2005年にはジャングルポケットの初仔（後のトムトム）を出産し、続けて金子が所有したキングカメハメハを交配。2006年に牝馬の2番仔を出産し金子によりマカニと命名されたが、競走馬としてデビューすることはできなかった。2006年、再びキングカメハメハを交配し、2007年4月20日、3番仔となる牝馬（後のアパパネ）が誕生する。
金子は、ハワイで生息しているアカハワイミツスイを英語で表した「アパパネ」と命名。2歳となった2009年5月に美浦トレーニングセンターの国枝栄厩舎に入厩する。

### 競走馬時代

#### 2歳（2009年）
7月5日、福島競馬場の新馬戦（芝1800メートル）で蛯名正義が騎乗してデビュー、雨がちな天気で稍重寄りの良馬場の中、単勝3番人気で出走した。中団から最終コーナーで先頭に接近するも伸びを欠き、勝利したロードシップに5馬身遅れた3着。蛯名は「ボコボコの馬場は合わない」を敗因とし「非力」と指摘していた。また直後に球節が腫れてしまい、放牧に出された。この間に馬体は成長し、蛯名の言う「非力」は解消、馬体重も増加した。10月31日、東京競馬場の未勝利戦（芝1600メートル）にて、新馬戦から馬体重を24キログラム増やして参戦。好位の3番手から直線で先行する2頭の間から抜け出し、2馬身差をつけて初勝利を挙げた。一方で、この飼い葉を実にする筋肉質の身体は、調教のみで調子を上げ切ることが出来ず、仕上げのために前哨戦を叩くことを必要とする面があった。
続く11月15日、同じ距離、条件の赤松賞（500万円以下）では、大外16番枠から発走し、8番手の中団から直線では、外側に持ち出した。蛯名がいざ追い出そうとした際、アパパネの反応があまりに良かったために少しの間制御することができず、外に膨らんでしまった。改めて、外から追い込み、先行する1番人気ブルーミングアレーなどをかわして抜け出した。以降は、蛯名が手綱を引くほどの余裕がありながら独走し、後方に2馬身半差をつけて先頭で入線。走破タイム1分34秒5は、2歳コースレコードを0秒1上回るレコードタイムでの優勝であった。この走りに、かわされて2着に敗れたブルーミングアレー騎乗の柴田善臣は「一瞬のうちに抜かされた」と証言している。

##### 阪神ジュベナイルフィリーズ

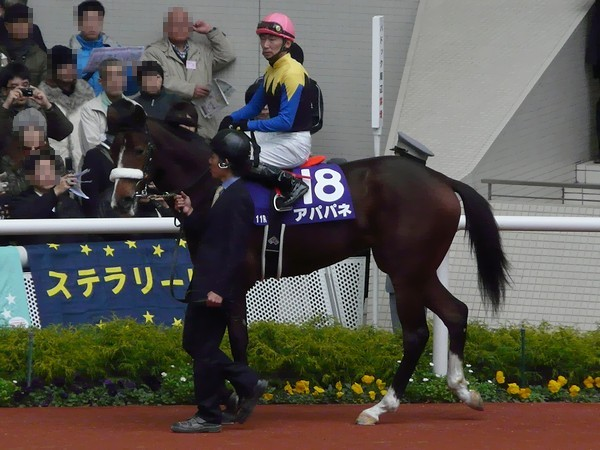
第61回阪神ジュベナイルフィリーズ

11月26日から栗東トレーニングセンターで調整を行い、阪神ジュベナイルフィリーズ（JpnI）に参戦。新潟2歳ステークス（JpnIII）を制したシンメイフジが3.9倍の1番人気となり、それに次ぐ4.6倍の2番人気に推された。ゲート入りを嫌い、中に収まるまでに時間を要した。大外枠18番からの発走すると、中団に位置。人気を集めたアパパネやシンメイフジ、3番人気のタガノエリザベートの作戦が総じて後方からの追い込みであったため、その他はそれらによる馬群の外からの「まくり」を警戒。そのため直線では、先行する人気薄がしきりに外に進路を求めていた。しかし、アパパネは最終コーナーにて、先行馬が外に広がったことで空いた馬場の内側を突き、追い込みを開始。同じく内に切り替えたアニメイトバイオと馬体を並べながら順位を上げた。やがてアニメイトバイオを制して先頭となり、先頭で入線。JpnI競走を初勝利、キングカメハメハ産駒にとっても初のGI級タイトルであった。

また福島競馬場でデビューした馬による本競走の優勝は初めてであり、美浦トレーニングセンター所属の関東馬が優勝したのは、2004年のショウナンパントル以来であった。2002年に17着に敗れた母など5回目の管理馬参戦となった国枝は初の阪神ジュベナイルフィリーズ制覇となった。2着アニメイトバイオに騎乗した内田博幸は「あっという間に離された」3着ベストクルーズに騎乗した安藤勝己は「勝ち馬（アパパネ）は抜けてくるときの脚が違った」と証言している。

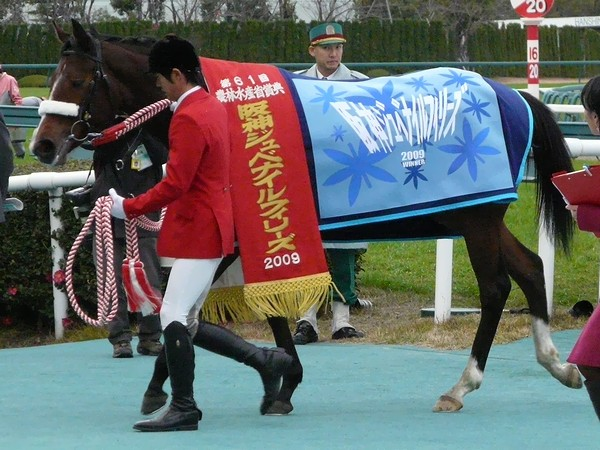
第61回阪神ジュベナイルフィリーズ優勝時

JRA賞では、満票である287票を獲得しJRA賞最優秀2歳牝馬を受賞した。JPNサラブレッドランキングは2歳牝馬トップの「108」が与えられ、前々年のトールポピー、3年前のウオッカと並ぶ評価となった。

#### 3歳（2010年）
ソルティビッドから始まった「栗東留学」は、それから7年間で5頭の3歳牝馬に用いられていた。国枝の言う「栗東留学」とは、京都や阪神のレースに出走するために、直前に美浦から関西に輸送することで生じる渋滞などのリスクを防ぐということにあった。国枝厩舎所属の厩務員福田好訓は、4歳牡馬だったマイネルソロモンが2004年のスワンステークス、マイルチャンピオンシップに出走するために初めて「栗東留学」を経験して以降、ピンクカメオやサイレントプライド、マイネルキッツなどの「栗東留学」に同行。滞在経験豊富な人物に栗東出張を任せる国枝の方針により、アパパネの桜花賞に向けてもまた福田が担当することとなった。2月18日に栗東トレーニングセンターに移動して調整され、3月6日のチューリップ賞（GIII）から始動。初の重馬場での出走ながら、2.2倍の支持で初めて1番人気となった。
阪神ジュベナイルフィリーズではなかなかゲートに入らず、ゲートの中にいる他の馬を待たせてしまっていたため、国枝が自ら願い出て最初にゲートに誘導されたが、相変わらずゲート入りには時間を要した。良いスタートではなかったが、追い上げて好位に位置したが、途中で前に馬を置いて息を入れることができずにかかってしまった。残り200メートルで先頭となったが、終始アパパネの背後をつけていた9番人気のショウリュウムーンに外からかわされ、4分の3馬身遅れた2着。蛯名は「悲観する内容じゃない」と振り返っている。軍土門隼夫は、良馬場以外のチューリップ賞は1996 - 97年、2001年、2003年とそれまでに4回あり、それらすべてで1番人気の支持を集めた馬が敗退していることから、アパパネの2着を「正しい敗戦」と指摘していた。

##### 桜花賞
チューリップ賞の後、栗東トレーニングセンターに居残り、4月11日の桜花賞（GI）に参戦。2.3倍の1番人気に推された。続く5.1倍の2番人気にはクイーンカップ（GIII）を制したアプリコットフィズ、9.9倍の3番人気にはフラワーカップ（GIII）を制したオウケンサクラが続いた。

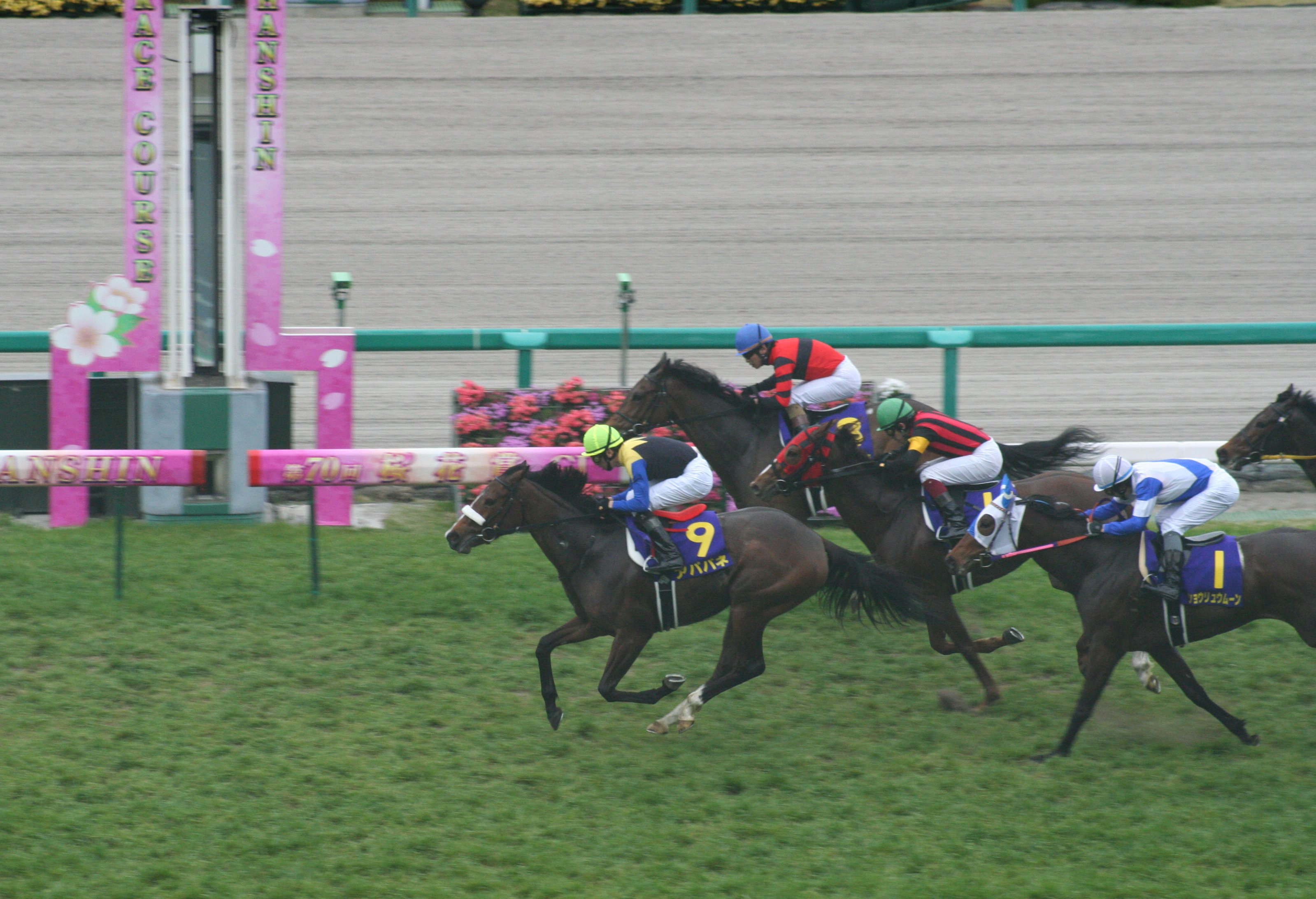
第70回桜花賞ゴール前

チューリップ賞と同じく最初にゲートに誘導されたが、同様に時間を要した。スタートからオウケンサクラが逃げて、アパパネは先行。当日の阪神競馬場は、先行馬がそのまま勝利するレースが多く、後方からの差し切りが決まりにくいという馬場の傾向があった。加えて、出走するメンバーには特徴的な逃げ馬が存在せず、スローペースと目されていた。このことから蛯名は意識的に4、5番手に位置。途中で折り合いを欠いた場面もあったが、蛯名は抑え込むことに成功した。逃げるオウケンサクラを目標に、4番手で最終コーナーを回り直線では外に持ち出して追い上げを開始。粘るオウケンサクラを差し切り、半馬身差をつけて先頭で入線した。
走破タイム1分33秒3は、2005年のラインクラフトが記録した桜花賞レコードを0秒2更新するレコードタイムでの勝利。蛯名は桜花賞を初めて制し、国枝はクラシック初勝利。美浦所属の騎手による勝利は、1985年のエルプスに騎乗した木藤隆行以来25年ぶり。また福島競馬場デビューの馬による勝利は、1974年のタカエノカオリ以来36年振りであった。

##### 優駿牝馬
桜花賞後に、美浦トレーニングセンターに戻って調整され、5月23日の優駿牝馬（オークス）（GI）に参戦した。3.8倍の1番人気に推され、続く2番人気にはチューリップ賞で敗れたショウリュウムーン、3番人気には桜花賞2着のオウケンサクラであった。降雨により馬場が悪化して敗れたチューリップ賞に次ぐ稍重となり、1600メートルでかかってしまうアパパネは、2400メートルの距離に果たして対応できるのかという心配も指摘されていた。加えて、外枠の8枠17番の発走であった。しかし、桜花賞以来1か月半の間にアパパネの身体は前後に伸び、長距離をこなす余地のある体形に変化していたという。

ニーマルオトメが逃げてアグネスワルツがそれに続く中、アパパネは9番手の中団に位置。最終コーナーでは大外に持ち出し、アグネスワルツが先に抜け出していた。アパパネの内側にはサンテミリオンがおり、2頭並んでアグネスワルツを目がけて追い上げを開始。2頭は残り200メートルでアグネスワルツをかわして、2頭だけの争いとなった。まず、アパパネがリードを作ったが、サンテミリオンが盛り返して、再び並んだところで決勝線を通過した。
2頭の争いは写真判定となり、直ちに着順が確定していなかったが、蛯名は敗れたと思い、サンテミリオン騎乗の横山典弘に「おめでとう」と声をかけていた。脱鞍所では蛯名が2着馬用の場所へ入ろうとしていたが、勝利を信じた厩舎スタッフにより1着馬用の場所に誘導された。12分かかって判定は同着、JRA-GIでは初めてとなる1着同着、デッドヒートが成立した。横山と蛯名は、1992年の帝王賞でも横山のナリタハヤブサと、蛯名のラシアンゴールドで1着同着を経験しており、それ以来のデッドヒート。優勝賞金は、1着と2着の賞金を併せて半分に分けた6800万円であった。直後に行われた表彰式では、優勝馬服、優勝レイが一つしか用意されていないために、別々に実施された。

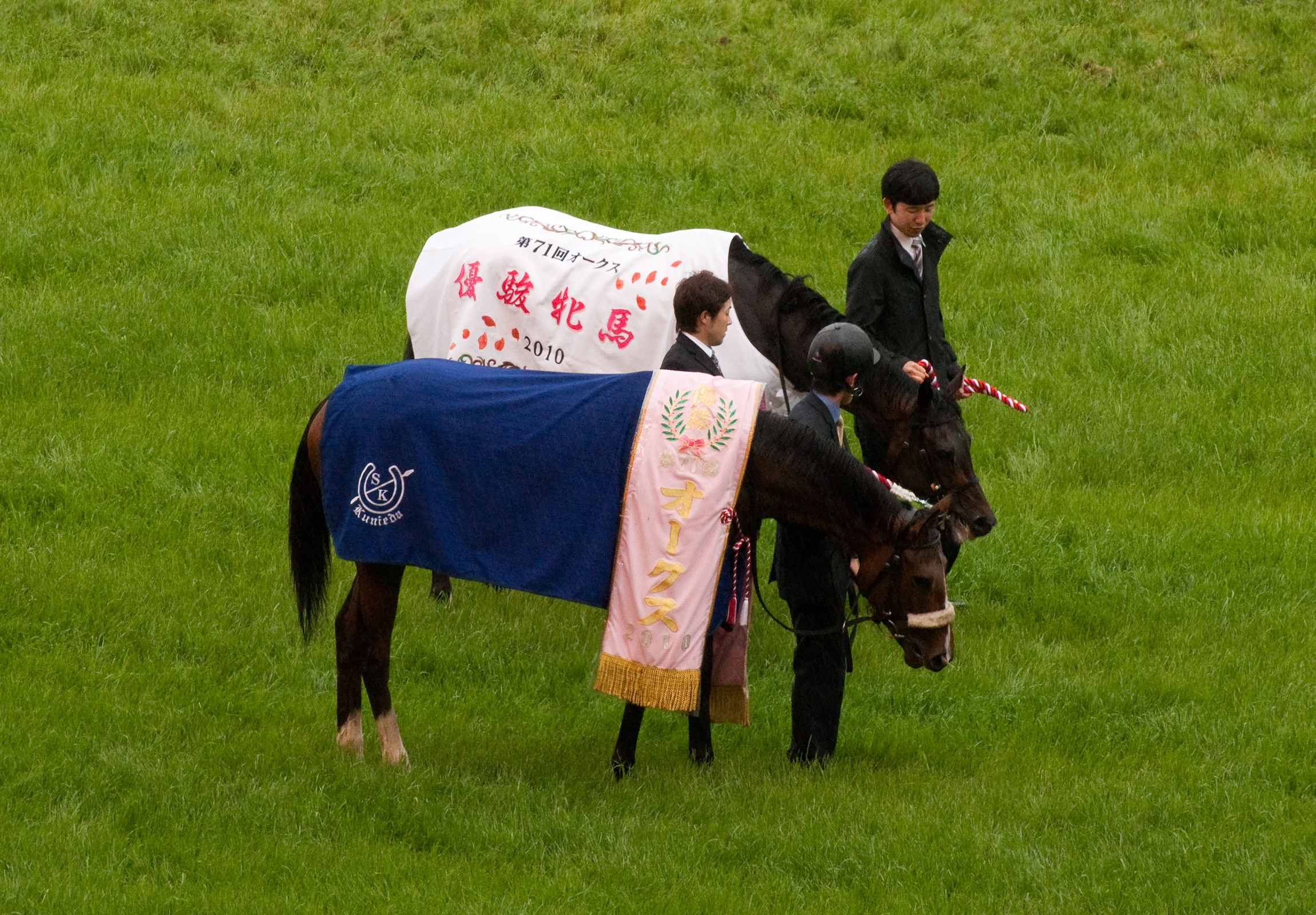
第71回優駿牝馬優勝時

アパパネは、前年のブエナビスタに続き2年連続で牝馬二冠を達成。金子は、キングカメハメハ（東京優駿）、ディープインパクト（皐月賞、菊花賞）、アパパネ（桜花賞、優駿牝馬）の3頭で日本のクラシック競走全制覇を果たした。美浦トレーニングセンター所属の関東馬の勝利は2002年のスマイルトゥモロー以来、また関東馬の牝馬二冠は1986年のメジロラモーヌ以来であった。
レース後は放牧に出ず、美浦トレーニングセンターに残った。2010年の記録的な夏の暑さに対し、まだ気温の上がらない午前5時に坂路で調整された。

##### 秋華賞
8月から本格的に調教が始まり、9月9日に栗東トレーニングセンターに移動。9月19日のローズステークス（GII）で始動。食欲旺盛、度重なる調教でも馬体重は絞れず、優駿牝馬からプラス24キログラム。調子が戻らず、出走にあたって国枝は「負けを覚悟」するほどの状態だったが、2.1倍の1番人気に支持された。スタートから先行し馬群の中に位置したが、途中で折り合いを欠いた。直線では、一時先頭となったが、後方を離すには至らず、馬群の間からアニメイトバイオにかわされ、先頭のアニメイトバイオから1馬身以上後れを取る4着に敗れた。

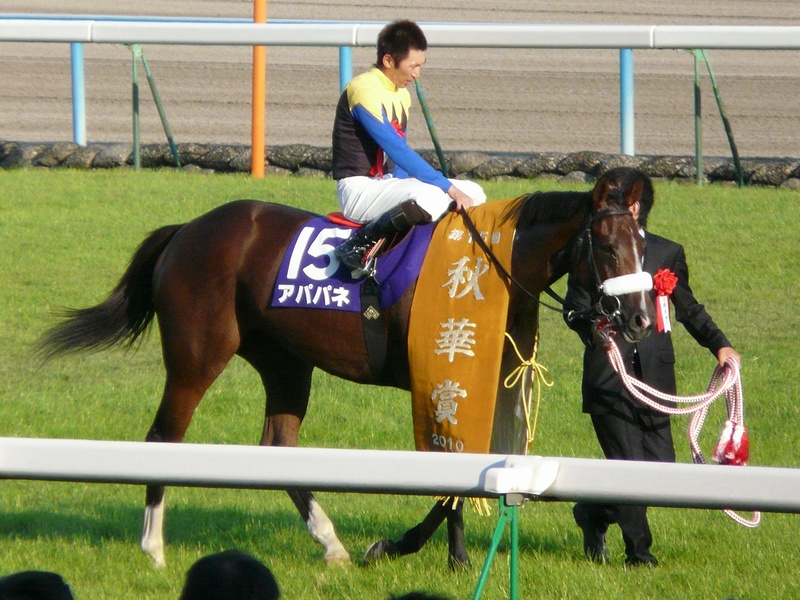
第15回秋華賞優勝時

それから、そのまま栗東トレーニングセンターに留まり、10月17日の秋華賞（GI）に参戦。体重は前走から4キログラム減り、馬体も引き締まった。蛯名はレース前、アパパネ1頭が優れているとして「普通に走れば勝てる」と分析していた。2.3倍の1番人気に推され、対する2番人気にはクイーンステークス勝利から参戦のアプリコットフィズが7.1倍。優駿牝馬で同着のサンテミリオンが7.9倍の3番人気に支持された。

ゲートに入るのに苦労したものの、良いスタート。すぐに、中団の後方まで位置を下げた。アグネスワルツが逃げる中、第3コーナー付近で進路を外に求めて追い上げ、残り200メートルで先頭となり、内から伸びたアニメイトバイオを4分の3馬身退けて先頭で入線。GI4勝目を挙げた。1986年のメジロラモーヌ、2003年のスティルインラブに次いで史上3頭目となる牝馬三冠を達成した。
続く出走した11月14日のエリザベス女王杯（GI）では、史上最速となる3歳11月でのGI5勝目と牝馬初となる年間GI4勝をかけて出走し、2.7倍の1番人気に推された。イギリス及びアイルランドのオークス優勝馬スノーフェアリーにつけられた6番手に位置し、最終コーナーでは直線に外に持ち出して追い上げたが、スノーフェアリーに5馬身以上離された3着。蛯名は、敗因を精神面に求めている。
JRA賞では、285票中284票を集めてJRA賞最優秀3歳牝馬を受賞。年度代表馬選考ではブエナビスタが211票を集めて受賞する中、アパパネには2位となる41票が投じられた。JPNサラブレッドランキングでは「112」が与えられ、日本調教馬の牝馬では首位であった。

#### 4歳 - 5歳（2011 - 12年）
中山記念（GII）で始動する予定だったが、熱発のため回避。代わりに出走したマイラーズカップ（GII）では4着。

続いて、5月15日のヴィクトリアマイル（GI）に出走した。1年先輩の牝馬二冠馬ブエナビスタが1.5倍の1番人気に推され、それに次ぐ4.1倍の2番人気となった。ブエナビスタとアパパネの馬連には32.77パーセントの支持率となった。オウケンサクラが大逃げを打つ中、ブエナビスタよりも前につけて直線で大外から追い上げた。内で先行から抜け出していたレディアルバローザを残り50メートルでかわして、迫るブエナビスタをクビ差だけ振り切って先頭で入線。GI5勝目、牝馬三冠を達成した馬でその後勝利を挙げたのは史上初めてであった。また、走破タイム1分31秒9は、レースレコードを更新している。牝馬限定GⅠを5勝は、2024年現在メジロドーベルと並ぶ歴代最多タイ。
その後、安田記念は6着となり初めて着外。府中牝馬ステークス（GII）では14着。エリザベス女王杯では再びスノーフェアリーに敗れて3着となった。その後は香港へ遠征し、12月の香港マイル（G1）に出走したが13着となった。
5歳となった2012年も現役を続行。蛯名の落馬負傷により岩田康誠に乗り替わった阪神牝馬ステークス（GII）や、連覇が期待され1番人気に推されたヴィクトリアマイル、安田記念に出走したもののいずれも勝利することができなかった。夏は、北海道苫小牧市のノーザンファーム空港牧場に放牧。秋はエリザベス女王杯を目標とし、前哨戦から向かうことが決まっていたが、9月13日に右前浅屈腱炎の発症が判明。復帰を断念して引退し、9月15日付でJRAの競走馬登録を抹消した。

### 繁殖牝馬時代

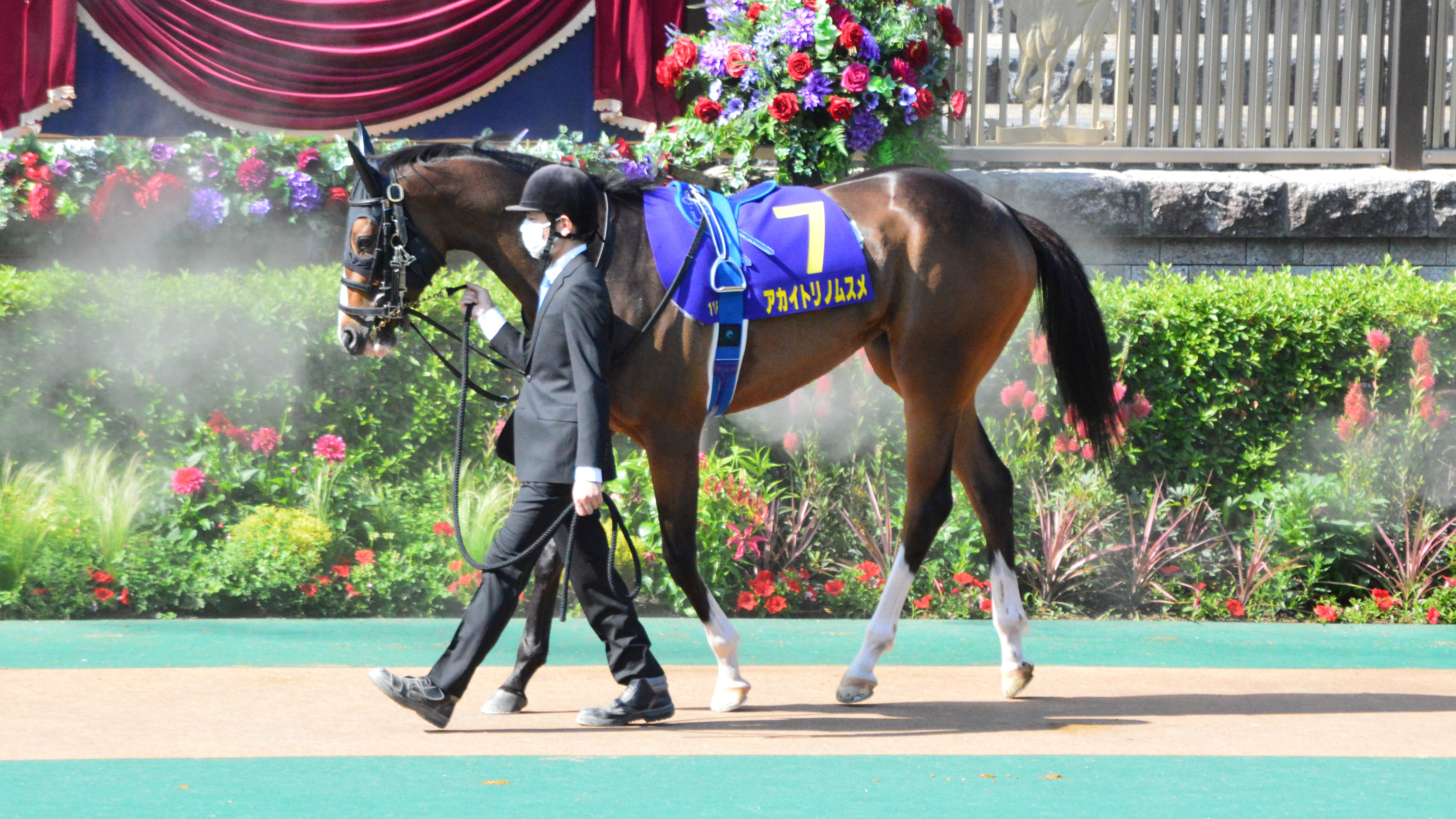
4番仔アカイトリノムスメ

北海道勇払郡安平町のノーザンファームで繁殖牝馬となった。初年度からディープインパクトが交配され、2014年2月28日に初仔となる牡馬（後のモクレレ）が誕生した。GI7勝の三冠馬ディープインパクトとGI5勝の牝馬三冠馬アパパネの配合にメディアは「12冠ベビー」とはやし立てた。その後、2019年までディープインパクトと交配を続け、12冠ベビーを4頭を生産。最後の12冠ベビーとなったアカイトリノムスメは、2021年のクイーンカップ（GIII）にて重賞勝利、秋華賞（GI）にてGI勝利を果たし、母娘秋華賞制覇を果たした。
その他の12冠ベビーはおしなべて勝利を挙げており、中でも2番仔のジナンボーは新潟記念（GIII）2着2回、3番仔のラインベックは中京2歳ステークス（OP）を勝利している。
2020年からは、ディープインパクトの全兄で同じく金子が所有したブラックタイドが配合されている。

## 競走成績
以下の内容は、netkeiba.comおよび『優駿』2013年8月号85頁の情報に基づく。
| 競走日     | 競馬場 | 競走名             | 格      | 距離（馬場）  | 頭 数 | 枠 番 | 馬 番 | オッズ （人気） | 着順 | タイム （上り3F） | 着差  | 騎手      | 斤量 [kg] | 1着馬 （2着馬）        | 馬体重 [kg] |
| ---------- | ------ | ------------------ | ------- | ------------- | ----- | ----- | ----- | --------------- | ---- | ----------------- | ----- | --------- | --------- | ---------------------- | ----------- |
| 2009.07.05 | 福島   | 2歳新馬            |         | 芝1800m（良） | 16    | 4     | 8     | 006.00（3人）   | 03着 | R1:51.5（37.5）   | -0.8  | 0蛯名正義 | 54        | ロードシップ           | 452         |
| 0000.10.31 | 東京   | 2歳未勝利          |         | 芝1600m（良） | 14    | 6     | 3     | 005.10（3人）   | 01着 | R1:35.9（34.3）   | -0.3  | 0蛯名正義 | 54        | （ローグランド）       | 476         |
| 0000.11.15 | 東京   | 赤松賞             | 500万下 | 芝1600m（良） | 16    | 8     | 16    | 006.00（3人）   | 01着 | R1:34.5（33.6）   | -0.4  | 0蛯名正義 | 54        | （ブルーミングアレー） | 468         |
| 0000.12.13 | 阪神   | 阪神JF             | JpnI    | 芝1600m（良） | 18    | 8     | 18    | 004.60（2人）   | 01着 | R1:34.9（34.3）   | -0.1  | 0蛯名正義 | 54        | （アニメイトバイオ）   | 472         |
| 2010.03.06 | 阪神   | チューリップ賞     | GIII    | 芝1600m（重） | 16    | 8     | 16    | 002.20（1人）   | 02着 | R1:36.2（35.0）   | -0.1  | 0蛯名正義 | 54        | ショウリュウムーン     | 478         |
| 0000.04.11 | 阪神   | 桜花賞             | GI      | 芝1600m（良） | 18    | 5     | 9     | 002.80（1人）   | 01着 | R1:33.3（34.1）   | -0.1  | 0蛯名正義 | 55        | （オウケンサクラ）     | 480         |
| 0000.05.23 | 東京   | 優駿牝馬           | GI      | 芝2400m（稍） | 18    | 8     | 17    | 003.80（1人）   | 01着 | R2:29.9（35.2）   | 同着  | 0蛯名正義 | 55        | サンテミリオン         | 470         |
| 0000.09.19 | 阪神   | ローズS            | GII     | 芝1800m（良） | 12    | 5     | 5     | 002.10（1人）   | 04着 | R1:46.0（34.1）   | -0.2  | 0蛯名正義 | 54        | アニメイトバイオ       | 494         |
| 0000.10.17 | 京都   | 秋華賞             | GI      | 芝2000m（良） | 18    | 7     | 15    | 002.30（1人）   | 01着 | R1:58.4（34.1）   | -0.1  | 0蛯名正義 | 55        | （アニメイトバイオ）   | 490         |
| 0000.11.14 | 京都   | エリザベス女王杯   | GI      | 芝2200m（良） | 17    | 3     | 5     | 002.70（1人）   | 03着 | R2:13.5（35.1）   | -1.0  | 0蛯名正義 | 54        | スノーフェアリー       | 494         |
| 2011.04.17 | 阪神   | マイラーズC        | GII     | 芝1600m（良） | 18    | 8     | 18    | 007.10（4人）   | 04着 | R1:32.8（33.2）   | -0.5  | 0蛯名正義 | 56        | シルポート             | 490         |
| 0000.05.15 | 東京   | ヴィクトリアマイル | GI      | 芝1600m（良） | 17    | 8     | 16    | 004.10（2人）   | 01着 | R1:31.9（34.3）   | -0.0  | 0蛯名正義 | 55        | （ブエナビスタ）       | 490         |
| 0000.06.05 | 東京   | 安田記念           | GI      | 芝1600m（良） | 18    | 4     | 8     | 002.20（1人）   | 06着 | R1:32.2（34.5）   | -0.2  | 0蛯名正義 | 56        | リアルインパクト       | 498         |
| 0000.10.16 | 東京   | 府中牝馬S          | GII     | 芝1800m（稍） | 16    | 2     | 4     | 002.30（1人）   | 14着 | R1:47.8（34.9）   | -1.0  | 0蛯名正義 | 57        | イタリアンレッド       | 502         |
| 0000.11.13 | 京都   | エリザベス女王杯   | GI      | 芝2200m（良） | 18    | 2     | 4     | 010.00（4人）   | 03着 | R2:11.8（34.7）   | -0.2  | 0蛯名正義 | 56        | スノーフェアリー       | 496         |
| 0000.12.11 | 沙田   | 香港マイル         | G1      | 芝1600m（良） | 14    | 9     | 14    | 020.00（9人）   | 13着 | R1:35.41          | -1.43 | 0蛯名正義 | 55.5      | エイブルワン           | 496         |
| 2012.04.07 | 阪神   | 阪神牝馬S          | GII     | 芝1400m（良） | 17    | 8     | 16    | 006.40（3人）   | 07着 | R1:22.3（34.8）   | -0.4  | 0岩田康誠 | 56        | クィーンズバーン       | 504         |
| 0000.05.13 | 東京   | ヴィクトリアマイル | GI      | 芝1600m（良） | 18    | 4     | 7     | 004.00（1人）   | 05着 | R1:32.8（33.8）   | -0.4  | 0蛯名正義 | 55        | ホエールキャプチャ     | 498         |
| 0000.06.03 | 東京   | 安田記念           | GI      | 芝1600m（良） | 18    | 5     | 10    | 009.30（4人）   | 16着 | R1:32.6（35.3）   | -1.3  | 0蛯名正義 | 56        | ストロングリターン     | 496         |

- タイム欄のRはレコード勝ちを示す。

## 繁殖成績
|       | 生年   | 馬名               | 性 | 毛色   | 父                 | 馬主                           | 厩舎           | 戦績    | 主な勝利競走      | 供用 | 出典   |
| ----- | ------ | ------------------ | -- | ------ | ------------------ | ------------------------------ | -------------- | ------- | ----------------- | ---- | ------ |
| 初仔  | 2014年 | モクレレ           | 騸 | 黒鹿毛 | ディープインパクト | 金子真人ホールディングス（株） | 美浦・国枝栄   | 27戦4勝 |                   | 引退 | [ 90 ] |
| 2番仔 | 2015年 | ジナンボー         | 牡 | 黒鹿毛 | ディープインパクト | 金子真人ホールディングス（株） | 美浦・堀宣行   | 16戦4勝 |                   | 引退 | [ 91 ] |
|       | 2016年 | （不受胎）         |    |        | ディープインパクト |                                |                |         |                   |      | [ 83 ] |
| 3番仔 | 2017年 | ラインベック       | 騸 | 黒鹿毛 | ディープインパクト | 金子真人ホールディングス（株） | 栗東・友道康夫 | 32戦5勝 | 中京2歳S、東風S   | 現役 | [ 92 ] |
| 4番仔 | 2018年 | アカイトリノムスメ | 牝 | 黒鹿毛 | ディープインパクト | 金子真人ホールディングス（株） | 美浦・国枝栄   | 8戦4勝  | クイーンC、秋華賞 | 繁殖 | [ 93 ] |
|       | 2019年 | （流産）           |    |        | ディープインパクト |                                |                |         |                   |      | [ 83 ] |
| 5番仔 | 2020年 | アスパルディーコ   | 牝 | 黒鹿毛 | ブラックタイド     | 金子真人ホールディングス（株） | 美浦・蛯名正義 | 6戦1勝  |                   | 繁殖 | [ 94 ] |
| 6番仔 | 2021年 | バードウォッチャー | 牡 | 黒鹿毛 | ブラックタイド     | 金子真人ホールディングス（株） | 美浦・国枝栄   | 11戦2勝 |                   | 現役 | [ 95 ] |
| 7番仔 | 2022年 | アマキヒ           | 牡 | 黒鹿毛 | ブラックタイド     | 金子真人ホールディングス（株） | 美浦・国枝栄   | 4戦2勝  |                   | 現役 | [ 96 ] |
| 8番仔 | 2024年 |                    | 牡 | 鹿毛   | マカヒキ           |                                |                |         |                   |      | [ 97 ] |

- 2025年4月18日現在

## 血統表
| アパパネの血統                | アパパネの血統                          | アパパネの血統                          | （血統表の出典）                        | （血統表の出典）  |
| 父系                          | キングマンボ系/ミスタープロスペクター系 | キングマンボ系/ミスタープロスペクター系 | キングマンボ系/ミスタープロスペクター系 | [ § 2 ]           |
| 父 キングカメハメハ 2001 鹿毛 | 父の父Kingmambo 1990 鹿毛               | Mr. Prospector                          | Raise a Native                          | Raise a Native    |
| 父 キングカメハメハ 2001 鹿毛 | 父の父Kingmambo 1990 鹿毛               | Mr. Prospector                          | Gold Digger                             |                   |
| 父 キングカメハメハ 2001 鹿毛 | 父の父Kingmambo 1990 鹿毛               | Miesque                                 | Nureyev                                 | Nureyev           |
| 父 キングカメハメハ 2001 鹿毛 | 父の父Kingmambo 1990 鹿毛               | Miesque                                 | Pasadoble                               |                   |
| 父 キングカメハメハ 2001 鹿毛 | 父の母*マンファス Manfath 1991 黒鹿毛   | *ラストタイクーン Last Tycoon           | *トライマイベスト                       | *トライマイベスト |
| 父 キングカメハメハ 2001 鹿毛 | 父の母*マンファス Manfath 1991 黒鹿毛   | *ラストタイクーン Last Tycoon           | Mill Princess                           |                   |
| 父 キングカメハメハ 2001 鹿毛 | 父の母*マンファス Manfath 1991 黒鹿毛   | Pilot Bird                              | Blakeney                                | Blakeney          |
| 父 キングカメハメハ 2001 鹿毛 | 父の母*マンファス Manfath 1991 黒鹿毛   | Pilot Bird                              | The Dancer                              |                   |
| 母 *ソルティビッド 2000 栗毛  | 母の父Salt Lake 1989                    | Deputy Minister                         | Vice Regent                             | Vice Regent       |
| 母 *ソルティビッド 2000 栗毛  | 母の父Salt Lake 1989                    | Deputy Minister                         | Mint Copy                               |                   |
| 母 *ソルティビッド 2000 栗毛  | 母の父Salt Lake 1989                    | Take Lady Anne                          | Queen City Lad                          | Queen City Lad    |
| 母 *ソルティビッド 2000 栗毛  | 母の父Salt Lake 1989                    | Take Lady Anne                          | Lovita H.                               |                   |
| 母 *ソルティビッド 2000 栗毛  | 母の母Piper Piper 1987                  | Spectacular Bid                         | Bold Bidder                             | Bold Bidder       |
| 母 *ソルティビッド 2000 栗毛  | 母の母Piper Piper 1987                  | Spectacular Bid                         | Spectacular                             |                   |
| 母 *ソルティビッド 2000 栗毛  | 母の母Piper Piper 1987                  | Alvarada                                | Hard Work                               | Hard Work         |
| 母 *ソルティビッド 2000 栗毛  | 母の母Piper Piper 1987                  | Alvarada                                | Easterborn                              |                   |
| 母系(F-No.)                   | (FN:9-f)                                | (FN:9-f)                                | (FN:9-f)                                | [ § 3 ]           |
| 5代内の近親交配               | Northern Dancer 5･5x5=9.38%             | Northern Dancer 5･5x5=9.38%             | Northern Dancer 5･5x5=9.38%             | [ § 4 ]           |
| 出典                          | 1. 2. 3. 4.                             | 1. 2. 3. 4.                             | 1. 2. 3. 4.                             | 1. 2. 3. 4.       |